# 카드놀이하는 사람들
《카드놀이하는 사람들》(프랑스어: Les Joueurs de cartes, 영어: The Card Players)은 폴 세잔의 연작 유화이다. 1890년대 후반, 세잔은 5장의 카드놀이를 하는 사람들을 그린 그림을 그렸으며, 두 사람을 그린 버전과 세 사람을 그린 버전이 있다. 2012년에는 2억 5000만달러에 낙찰 되어 당시에 역대 가장 비싸게 팔린 미술품이 되었다.

## 같이 보기
- 경매 낙찰가순 회화 작품 목록